# Videójáték-motor
A videójáték-motor (vagy grafikus motor) egy úgynevezett belső mag egy videójátékban, vagy más interaktív programban, ami valós idejű grafikával rendelkezik. Ez a motor adja az alapul szolgáló technológiát, így megkönnyíti a fejlesztést és gyakran ennek segítségével lehet futtatni a programot többfajta platformon is, mint például a videójáték-konzolok és az asztali PC-s operációs rendszerek, amilyen a Linux, a Mac OS X és a Microsoft Windows is.

## Híres grafikus motorok
- CryEngine 2
- CryEngine 3
- CryEngine
- Doom-motor
- EGO Engine
- id Tech 2
- id Tech 3
- id Tech 4
- id Tech 5
- Frosbite
- Source
- Source 2
- Unreal Engine
- Unreal Engine 2
- Unreal Engine 3
- Unreal Engine 4
- Unity engine
- IW engine
- Glacier 2
- Asura engine
- Chrome engine
- Dunia engine
- Fox engine
- Snowdrop engine
- Apex Engine

## Külső hivatkozások
- GameMiddleware.org Archiválva 2008. szeptember 17-i dátummal a Wayback Machine-ben (angolul)
- 3D-s játék és motor adatbázis (angolul)
- Vterrain.org (angolul)